# Lászy Vilmos
Lászy Vilmos, Lászy Vilmos József, névváltozatok: Lászi, Lásszy (Tállya, 1838. május vagy június ? – Budapest, 1891. július 13.) színész, rendező, művezető, színigazgató, fordító.

## Pályafutása
Lászy János és Kosusko Julianna fia. 1857. május 1-jén lépett fel először Pázmán Mihálynál. Kassán sok évet töltött; Győrött 1858–60-ban és 1871–75-ben szerepelt; 1862-től 1870 áprilisáig Latabár Endrénél játszott. Az 1870-es években mint igazgató működött a vidéken, Győrben 1875-ig és Kassán 1875-tól 1878-ig. 1878-tól Mándokynál szerepelt Debrecenben, majd Takácsnál (1879) és Miklósynál (1880). 1880 októberétől újra mint színigazgató működött, előbb Kecskeméten (1880), ezután Eger, Ungvár, Beregszász, Miskolc (1881), végül Eger és Sátoraljaújhely (1882) voltak állomásai. 1883 augusztusában nyugalomba vonult; ezután színművésznő neje Kövessy Etelka ápolta és gyermekeit nevelte. Meghalt 1891. július 13-án Budapesten, és a budai németvölgyi temetőbe kísérték színésztársai, ahol végső kívánsága szerint a sírnál Németh János és Kiss Mihály, a budai színkör tagjai elénekelték a «kalapom szememre vágom» kettőst és Lukácsy Sándor a színészegyesület alelnöke tartott fölötte búcsúbeszédet.
Győri igazgatósága idején nyaranta Komáromban időztek, s ekkor Ószőnyben római kori leleteket gyűjtött. Ezek egy részét a győri múzeumnak ajándékoza a többi a maga gyűjteményét gyarapította.

## Színművei, melyeket fordított és magyar színre alkalmazott
Kassai előadatásuk szerint:
- Langer, Elsikkasztott és ime megkerült, vígjáték 1 felvonásban. Bemutató: 1863. február 6.
- Berle Alajos, A mostani czipész-inasok, népszínmű 3 felvonásban, zenéjét szerezte: Stenzel Ferenc. Bemutató: 1865. november 5.
- Megerle J., Az asperni kém, népies színmű 3 szakaszban (először november 12.)
- Fels R. és Schmitzer A., Az utolsó zsidó vagy a polgári házasság, korszerű jellemrajz 5 szak. (1868. november 15.)
- Friedrich Kaiser: Uj Jeruzsálem, korszerű jellemrajz 3 szak., zenéje Milöckertől (november 29.)
- Berg O. F., A plébános szakácsnéja, legujabb életkép 4 szak., zenéje Brandtól (először 1868. december 5.)
- Georg Friedrich Belly: Herkules vagy a két igazgató, bohózat 1 felvonásban. (1869. február 8.)
- Bittner, Egy könnyelmű leány, életkép 3 szak., zenéje Hopp g. (február 21.)
- Karl von Holtei: A gyöngysor, színmű 2 szak., zenéje Müller Adolftól (április 22.)
- Girardin és Delacour, Reggel négy órakor, vígjáték 1 felvonásban. (1877. április 1.)

Benkő még két színművét említi: Asperni kém és Farsangi fánk c.